# Primera División de Chile 1960
El Campeonato Nacional de Fútbol de Primera División de 1960 fue el torneo disputado en la 28ª temporada de la máxima categoría del fútbol profesional chileno, con la participación de catorce equipos.
El torneo se jugó en dos rondas con un sistema de todos-contra-todos, el balón oficial fue Crack (n.º 607) y el campeón fue Colo-Colo, equipo que lograría su octavo campeonato.

## Tabla final
| Pos | Equipo               | PJ | PG | PE | PP | GF | GC | Dif | Pts |
| --- | -------------------- | -- | -- | -- | -- | -- | -- | --- | --- |
| 1   | Colo-Colo            | 26 | 14 | 7  | 5  | 52 | 31 | 21  | 35  |
| 2   | Santiago Wanderers   | 26 | 12 | 8  | 6  | 43 | 28 | 15  | 32  |
| 3   | Universidad de Chile | 26 | 14 | 3  | 9  | 46 | 40 | 6   | 31  |
| 4   | Everton              | 26 | 13 | 4  | 9  | 48 | 39 | 9   | 30  |
| 5   | Palestino            | 26 | 11 | 7  | 8  | 50 | 42 | 8   | 29  |
| 6   | Unión Española       | 26 | 11 | 5  | 10 | 40 | 48 | -8  | 27  |
| 7   | Santiago Morning     | 26 | 9  | 7  | 10 | 36 | 37 | -1  | 25  |
| 8   | O'Higgins            | 26 | 8  | 9  | 9  | 40 | 44 | -4  | 25  |
| 9   | Magallanes           | 26 | 11 | 2  | 13 | 42 | 38 | 4   | 24  |
| 10  | Audax Italiano       | 26 | 7  | 10 | 9  | 27 | 32 | -5  | 24  |
| 11  | Rangers              | 26 | 10 | 4  | 12 | 32 | 46 | -14 | 24  |
| 12  | San Luis             | 26 | 9  | 4  | 13 | 40 | 45 | -5  | 22  |
| 13  | Ferrobádminton       | 26 | 8  | 2  | 16 | 40 | 49 | -9  | 18  |
| 14  | Universidad Católica | 26 | 5  | 8  | 13 | 41 | 58 | -17 | 18  |

PJ=Partidos jugados; PG=Partidos ganados; PE=Partidos empatados; PP=Partidos perdidos; GF=Goles a favor; GC=Goles en contra; Dif=Diferencia de gol; Pts=Puntos
|  | Campeón. Clasifica a la Copa de Campeones de América 1961. |

## Campeón
|                              |
| Campeón Colo-Colo 8.º título |
|                              |

## Tabla de descenso
Para dirimir al equipo que descendería a Segunda División, se promediaron los puntajes obtenidos en los tres últimos campeonatos por los equipos participantes:
| Pos | Equipo               | 1958 | 1959 | 1960 | Promedio |
| --- | -------------------- | ---- | ---- | ---- | -------- |
| 1   | Colo-Colo            | 33   | 38   | 35   | 35,33    |
| 2   | Santiago Wanderers   | 34   | 34   | 32   | 33,33    |
| 2   | Universidad de Chile | 31   | 38   | 31   | 33,33    |
| 4   | O'Higgins            | 23   | 34   | 25   | 27,33    |
| 5   | Palestino            | 31   | 19   | 29   | 26,33    |
| 6   | Everton              | 24   | 22   | 30   | 25,33    |
| 7   | Unión Española       | 22   | 26   | 27   | 25,00    |
| 7   | Santiago Morning     | --   | --   | 25   | 25,00    |
| 9   | Ferrobádminton       | 24   | 27   | 18   | 23,00    |
| 10  | Universidad Católica | 27   | 23   | 18   | 22,67    |
| 11  | Audax Italiano       | 22   | 20   | 24   | 22,00    |
| 11  | Rangers              | 21   | 21   | 24   | 22,00    |
| 11  | San Luis             | --   | 22   | 22   | 22,00    |
| 14  | Magallanes           | 18   | 23   | 24   | 21,67    |

|  | Desciende a Segunda División |